# Прва савезна лига Југославије у фудбалу 1951.

Прва савезна лига Југославије у фудбалу 1951. била је највиши ранг фудбалског такмичења у Југославији 1951. године. И двадесет и трећа сезона по реду у којој је организовано првенство Југославије у фудбалу. Шампион је постала Црвена звезда из Београда, освојивши своју прву шампионску титулу, a из лиге су испали суботички ФК Спартак Златибор вода и крушевачки Напредак, док се загребачки Борац фузионисао са Загребом уступивши му место у следећој сезони.

## Учесници првенства
У фудбалском првенству Југославије у сезони 1951. је учествовало укупно 12 тимова, од којих су 7 са простора НР Србије, 4 из НР Хрватске и 1 из НР Босне и Херцеговине.
- БСК, Београд
- Борац, Загреб
- Војводина, Нови Сад
- Динамо, Загреб
- Локомотива, Загреб
- Мачва, Шабац
- Напредак, Крушевац
- Партизан, Београд
- Сарајево
- Спартак, Суботица
- Хајдук, Сплит
- Црвена звезда, Београд

## Табела
| Место | Клуб              | мечева | победа | нерешених | пораза | дати голови | примљени голови | гол разлика | бодова |
| ----- | ----------------- | ------ | ------ | --------- | ------ | ----------- | --------------- | ----------- | ------ |
| 1     | Црвена звезда     | 22     | 17     | 1         | 4      | 50          | 21              | +29         | 35     |
| 2     | Динамо            | 22     | 16     | 3         | 3      | 45          | 19              | +26         | 35     |
| 3     | Хајдук            | 22     | 14     | 4         | 4      | 52          | 21              | +31         | 32     |
| 4     | Партизан          | 22     | 10     | 4         | 8      | 34          | 24              | +10         | 24     |
| 5     | БСК               | 22     | 8      | 6         | 8      | 34          | 24              | +10         | 22     |
| 6     | Локомотива        | 22     | 7      | 6         | 9      | 32          | 34              | -2          | 20     |
| 7     | Сарајево          | 22     | 6      | 8         | 8      | 25          | 39              | -14         | 20     |
| 8     | Војводина         | 22     | 8      | 3         | 11     | 26          | 30              | -4          | 19     |
| 9     | Борац             | 22     | 7      | 4         | 11     | 30          | 33              | -3          | 18     |
| 10    | Мачва             | 22     | 6      | 5         | 11     | 25          | 33              | -8          | 17     |
| 11    | Спартак           | 22     | 7      | 2         | 13     | 16          | 47              | -31         | 16     |
| 12    | Напредак          | 22     | 2      | 2         | 18     | 16          | 60              | -44         | 6      |
| -     | Вардар Скопље     | -      | -      | -         | -      | -           | -               | -           | -      |
| -     | Работнички Скопље | -      | -      | -         | -      | -           | -               | -           | -      |
| -     | НК Загреб         | -      | -      | -         | -      | -           | -               | -           | -      |

Најбољи стрелац: Коста Томашевић (Црвена звезда) - 16 голова у 21 првенственој утакмици.

## Освајач лиге
- ЦРВЕНА ЗВЕЗДА (тренер: Љубиша Броћић)

играчи (утакмице/голови): 
Тихомир Огњанов (22/10)
Бела Палфи (22/1)
Предраг Ђајић (22/1)
Коста Томашевић (21/16)
Јован Језеркић (18/6)
Рајко Митић (17/5)
Милорад Дискић (16/0)
Иван Звекановић (14/0)
Љубомир Ловрић (14/0) -голман-
Бранко Станковић (13/1)
Димитрије Тадић (12/0)
Синиша Златковић (11/4)
Тодор Живановић (10/4)
Миливоје Ђурђевић (9/0)
Срђан Мркушић (8/0) -голман-
Бранислав Вукосављевић (7/1)
Бора Костић (3/1)
Бранко Нешовић (1/0)
Лајчо Кујунџић (1/0)
Павле Радић (1/0)
| Првак Југославије у фудбалу 1951. |
| --------------------------------- |
| Црвена звезда 1. титула           |